# Жирянка
Жиря́нка (лат. Pinguícula) — род многолетних, реже однолетних насекомоядных растений семейства Пузырчатковые (Lentibulariaceae).

## Ботаническое описание
Листья образуют прикорневую розетку. Верхняя сторона листа покрыта многочисленными желёзками: одни из них выделяют сахаристую слизь, являющуюся ловушкой для мелких насекомых; другие желёзки производят ферменты, способствующие перевариванию пищи. Движения попавшихся насекомых приводят к медленному скручиванию листа, а слизь растворяет белки тела жертвы.
Из розетки развиваются несколько необлиствленных цветоносов с одним верхушечным двугубым цветком. Лепестки венчика срастаются в шпорец. Окраска цветков: фиолетовая, голубая, розовая, малиновая, редко белая.
Плод — коробочка.

## Распространение и экология
Обитают в нетропических областях Северного полушария, а также в Южной Америке.
В Европе произрастают 12 видов, России — 6—7 видов. Самый распространённый из них — Жирянка обыкновенная (Pinguicula vulgaris).

## Классификация

### Таксономическое положение
- Pinguicula L., 1753, Sp. Pl. : 17

Род Жирянка относится к семейству Пузырчатковые (Lentibulariaceae) порядка Ясноткоцветные (Lamiales), который включается в кладу Ламииды, последовательно входящую в более крупные клады Астериды -> Суперастериды -> Эвдикоты -> Цветковые растения. Таксономическая схема в соответствии с Системой APG IV по состоянию на декабрь 2023 года:
|  |                          |  |                                   |                                   |                         |  | еще 23 семейства |            |             |                                                                |
|  |                          |  |                                   |                                   |                         |  |                  |            |             | 124 подтвержденных вида и 13 таксонов, ожидающих подтверждения |
|  |                          |  |                                   | порядок Ясноткоцветные            |                         |  |                  |            | род Жирянка |                                                                |
|  |                          |  |                                   | порядок Ясноткоцветные            |                         |  |                  |            | род Жирянка |                                                                |
|  | клада Цветковые растения |  |                                   |                                   | семейство Пузырчатковые |  |                  |            |             |                                                                |
|  | клада Цветковые растения |  |                                   |                                   |                         |  |                  |            |             |                                                                |
|  |                          |  | ещё 63 порядка цветковых растений | ещё 63 порядка цветковых растений |                         |  |                  | еще 2 рода | еще 2 рода  |                                                                |
|  |                          |  |                                   | ещё 63 порядка цветковых растений |                         |  |                  |            | еще 2 рода  |                                                                |

### Виды
Некоторые из них:
- Pinguicula acuminata Benth.
- Pinguicula agnata Casper.
- Pinguicula caerulea Walt.
- Pinguicula chuquisacensis S.Beck, A.Fleischm. & Borsch
- Pinguicula ionantha Godfrey
- Pinguicula lutea Walt.
- Pinguicula macroceras Link
- Pinguicula moranensis Kunth — Жирянка моранская
- Pinguicula orchidioides A.DC.
- Pinguicula planifolia Chapman
- Pinguicula primuliflora Wood & Godfrey
- Pinguicula pumila Michx.
- Pinguicula villosa L. — Жирянка волосистая
- Pinguicula vulgaris L. typus — Жирянка обыкновенная